# حديثة الموصل
حديثة الموصل (بالسريانية: ܚܕܬܐ)‏ هي بلدة كانت عامرة على ضفاف دجلة، في أواخر العصر الساساني وبداية العصر الإسلامي.
قيل أن اسم «الحديثة» هو تعريب للإسم الفارسي «نو كرد». ذكرها ياقوت في معجمه: «حديثة الموصل: وهي بليدة كانت على دجلة بالجانب الشرقي قرب الزاب الأعلى». وأضاف ابن عبد الحق البغدادي «وهي حدّ العراق من جهة الموصل».

## أعلام
- يوحنا الديلمي